# Стрибок у ніщо
«Стрибок у ніщо» — фантастичний роман радянського письменника-фантаста Олександра Бєляєва, опублікований у 1933 році. Присвячений К. Е. Ціолковському.

## Історія
Довгий час Бєляєв не міг підібрати назву для написаного роману і віддав рукопис редактору журналу без назви. Редактор навіть запропонував видати премію тому, хто вигадає назву, але врешті-решт її вигадав сам автор. Вперше роман був випущений у 1933 році видавництвом «Молода гвардія» з післямовою професора Н. А. Риніна (1877—1942), відомого радянського вченого, автора робіт з реактивної техніки, міжпланетних сполучень та освоєння стратосфери, голови Секції міжпланетних сполучень при Ленінградському інституті інженерів шляхів сполучення. Друге видання супроводжувалося передмовою К. Е. Ціолковського.

## Сюжет
Переддень світової революції. Німецький учений-пацифіст Лео Цандер, великий фахівець з реактивних двигунів, постає перед непростим вибором: військове керівництво капіталістичних країн вимагає від нього взяти участь у розробці зброї масового ураження для придушення «більшовиків», погрожуючи смертю в разі відмови. У той же час група міжнародних багатіїв і аристократів пропонує Цандеру очолити будівництво пілотованого космічного корабля, на якому вони збираються втекти від повсюдних соціальних хвилювань і революцій. При цьому найближчий помічник Цандера — Вінклер (насправді законспірований агент революційного руху) зацікавлений зберегти великого вченого для майбутньої роботи в комуністичному суспільстві, перемога якого неминуча.
За порадою Вінклера Цандер погоджується працювати над космічним кораблем. Організовується акціонерне товариство «Ноїв ковчег», яке спонсорує будівництво кількох зорельотів, придатних для тривалих міжзоряних подорожей. Після тривалої підготовки перша ракета з пасажирами з числа ініціаторів АТ стартує з Землі. Ракету веде сам Цандер зі своїми помічниками Вінклером і Гансом Фінгером.
Під час польоту пасажири несподівано виявляють, що екіпаж корабля є насправді революціонерами-комуністами. Протистояння екіпажу і прихильних до нього пасажирів з одного боку і багатіїв-аристократів — з іншого призводить до того, що внаслідок невмілого керування корабель отримує серйозні пошкодження, а побудована оранжерея, яка повинна була забезпечувати всіх харчуванням, руйнується. Цандер змушений сісти на Венері, де зореплавці виявляють буяння життя й умови, придатні для життя людини. Вони вражені примхами венеріанської живності, потужністю сил молодої венеріанської природи і колосальною кількістю корисних копалин.
Намагаючись вижити в новому світі, зореплавці поділяються на два протиборчі табори — «плебс» (екіпаж зорельота і слуги пасажирів-багатіїв) і «пасажири». З наближенням суворої венеріанської зими «плебс» споруджує ферму, обробляє землю і збирає урожай для можливого відльоту. «Пасажири», не пристосовані до праці, планують вбити частину «плебсу», решту обернути в рабство і захопити результати їхньої роботи.
Несподівано зв'язок із Землею, порушений після складної посадки і через непроникності венеріанської атмосфери, відновлюється. Екіпаж дізнається, що за час їхньої подорожі на Землі час пішов далеко вперед, вже давно перемогла світова революція і утворено Світовий союз республік. Ганс Фінгер, що став лідером «плебсу», збирається повернутися на Землю, а пасажирів-аристократів, за деяким винятком, — залишити на Венері. У ніч відльоту ватажок «пасажирів» лорд Блоттон, понівечений при зустрічі з венеріанською фауною, намагається перешкодити цьому, заклавши дюзи корабля камінням, але «Ковчег» стартує, розносячи Блоттона і його спільників на шматки.

### Особливості сюжету
- Опис проявів невагомості, таких як спроби кухаря готувати їжу для пасажирів в стратоплані, перегукується з ранніми описами в оповіданні Бєляєва «Над безоднею[ru]» (1927).
- Описано зміну пір року, не характерну для Венери (оскільки вісь її обертання майже вертикальна, з відхиленням всього на 3 градуси, формально вважається на 177, або 180-3, оскільки обертання зворотне — зі сходу на захід).

## Персонажі
- Лео Цандер — німецький інженер, винахідник. Прототипом для нього послужив відомий радянський учений, ракетобудівник Ф. А. Цандер.
- Вінклер — асистент Цандера, законспірований агент сил світової революції, приставлений «наглядати» за Цандером (найпевніше — керівник високого рівня).
- Ганс Фінгер — молодий революціонер-бойовик, помічник Вінклера.
- Лорд Генрі Блоттон — молодий англійський аристократ, спортсмен-екстремал.
- Леді Хінтон — англійська мільйонерка.
- Еллен Хінтон — наречена лорда Генрі, племінниця леді Хінтон.
- Мері — служниця леді Хінтон.
- Йов Уеллер — єпископ, близький друг леді Хінтон.
- Текер — німець, особистий лікар леді Хінтон.
- Шнірер — німецький професор філософії.
- Амелі — дочка Шнірера.
- Маршаль де Терлонж — французький барон, банкір.
- Жак — китаєць, особистий кухар барона.
- Мадлен Делькро — секретарка барона.
- Семуель Стормер — комерсант-мільйонер, компаньйон барона, аферист і злочинець.
- Генрі Пінч — секретар Стормера, журналіст.
- Коллінз — комерційний директор АТ «Ноїв ковчег».
- Авраам Кінбрук — англійський астроном, противник теорії населеності планет земної групи.
- Джільбер — англійський астроном, прихильник теорії населеності планет земної групи.
- Луїджі Пуччі — італійський астроном і винахідник, затятий антикомуніст.
- Крукс — зорелітник нової Землі, який встановив зв'язок з Венерою з поверхні Марса.
- Голуб — начальник орбітальної станції Землі.

## Техніка
Згадано «стратосферні бомбардувальні ракети» або «снаряди без гармат», керовані по радіо. Також використовуються автомобілі, велосипеди і «гасові кухні». З екзотичного транспорту названо стратоплан, а також «пасажирський зореліт», ракета або «міжпланетний корабель». У рух ракету призводять «атомні і електромагнітні двигуни». Ракета складалася з відсіків, кают і рубки з вікнами, які закривалися віконницями. Пасажири ракети були одягнені в скафандри і комбінезони. Зі зброї згадано револьвер. З засобів комунікації перелічено радіотелефон і суперТБ.